# LKS Markam Wiśniowa Osieczany
Ludowy Klub Sportowy Markam Wiśniowa Osieczany – polski klub narciarski z Wiśniowej w powiecie myślenickim. Zarejestrowany jako stowarzyszenie kultury fizycznej.
Wcześniej klub nosił nazwy LKS Hilltop Wiśniowa Osieczany, LKS Wiśniowa-Osieczaczy, LKS Wiśniowa. Spotyka się zarówno zapis z łącznikiem (Wiśniowa-Osieczany), jak i bez.
Zawodnicy reprezentujący klub wielokrotnie zdobywali medale Mistrzostwa Polski w biegach narciarskich. Wieloletnimi zawodniczkami tego klubu są między innymi Sylwia Jaśkowiec i Urszula Łętocha.